# Harry Winston
Pour les articles homonymes, voir Harry Winston (homonymie).
Harry Winston, né le 1er mars 1896 en Ukraine, mort le 28 décembre 1978 à New York, est un joaillier américain, fondateur de la marque éponyme. Il est parfois surnommé The King of Diamonds, « le roi des diamants ».

## Biographie
Dès son enfance, Harry Winston travaille dans la petite bijouterie ouverte à New York par son père, Jacob, un émigrant ukrainien arrivé aux États-Unis au début du XXe siècle avec sa famille. Une légende tenace raconte qu'à 12 ans, le jeune Harry reconnaît une émeraude de deux carats dans la boutique d'un prêteur sur gage, l'achète 25 cents et la revend 800 dollars dans la boutique de son père. Il quitte l'école à 15 ans pour travailler, avant de partir à New York,. Toute sa vie, il éprouvera un attrait profond pour les pierres précieuses, au point de garder ses acquisitions dans les poches pour les toucher. De nombreux diamants célèbres sont passés entre ses mains, ce qui lui a valu le surnom de The King of Diamonds, « le roi des diamants ».
En 1920, il crée la Premier Diamond Company. Son premier achat important est en 1926 la collection de bijoux de Arabella Huntington (décédée en 1929) et veuve du magnat des chemins de fer Henry Huntington. Ces bijoux sont démodés mais proviennent de la haute joaillerie parisienne, notamment Cartier, et leurs pierres sont de grande qualité. Harry Winston les remonte de façon moins rigide, tout à fait nouvelle à New York pour l'époque. Il présente en particulier des colliers souples sur mailles de platine, ondulant avec les mouvements de la personne qui les porte. Sa réputation est établie. Il s'installe sous son nom en 1932, créant son entreprise Harry Winston Inc..
En 1935, il achète le diamant de 726 carats The Jonker (en), en Afrique du Sud. Pour le faire venir à New York, il l'envoie par simple lettre recommandée, notant : « Si ce n'est pas au US Post Office, à qui peut-on faire confiance ? ».
Il invente le clustering, une façon d'assembler des diamants, juxtaposants des pierres taillées de différentes manières.
Durant toute la période de la Grande Dépression, Harry Winston tient à lui seul à flot l'industrie du diamant à New York. À compter des années 1950, son pouvoir d'achat sur le marché du diamant est considérable : il rivalise avec le géant du diamant qu'est la De Beers.
Harry Winston fournit la plupart des membres de la haute société internationale, de la duchesse de Windsor à la maharani de Jaipur, en passant par Elizabeth Taylor, Katharine Hepburn, Audrey Hepburn (qu'il accompagne sur le trottoir de ses bureaux avec un collier d'émeraudes en plein après-midi, afin qu'elle puisse juger son éclat au soleil) et de nombreux milliardaires américains tels les Rockefeller. Il comprend l'intérêt de montrer ses bijoux grâce à l'industrie glamour hollywoodienne, prêtant par exemple des boucles d'oreilles à Jennifer Jones pour la cérémonie des Oscars 1944 ou des diamants à Ingrid Bergman pour le film Les Enchaînés d'Alfred Hitchcock (1946). Aujourd'hui fort connu du grand public américain, il apparaît comme le joaillier des stars hollywoodiennes lors de cérémonies comme la remise des Oscars : Gwyneth Paltrow, Halle Berry, Glenn Close, Juliette Binoche, Sharon Stone et bien d'autres ont été photographiées portant des bijoux Harry Winston. Cependant, les pièces présentées à ces occasions sont en général prêtées aux vedettes,. La clientèle actuelle de Harry Winston se compose plutôt de personnalités du Golfe et du Moyen-Orient.
Surnommé par les chroniques mondains le « joailler des stars », il reste pourtant discret. La Lloyd's, sa compagnie d'assurance, lui interdit d'être photographié autrement qu'en silhouette, et de dos de préférence.
Après sa mort en 1978, ses deux fils lui succèdent à la tête de l'entreprise.

## Symbolique du nom

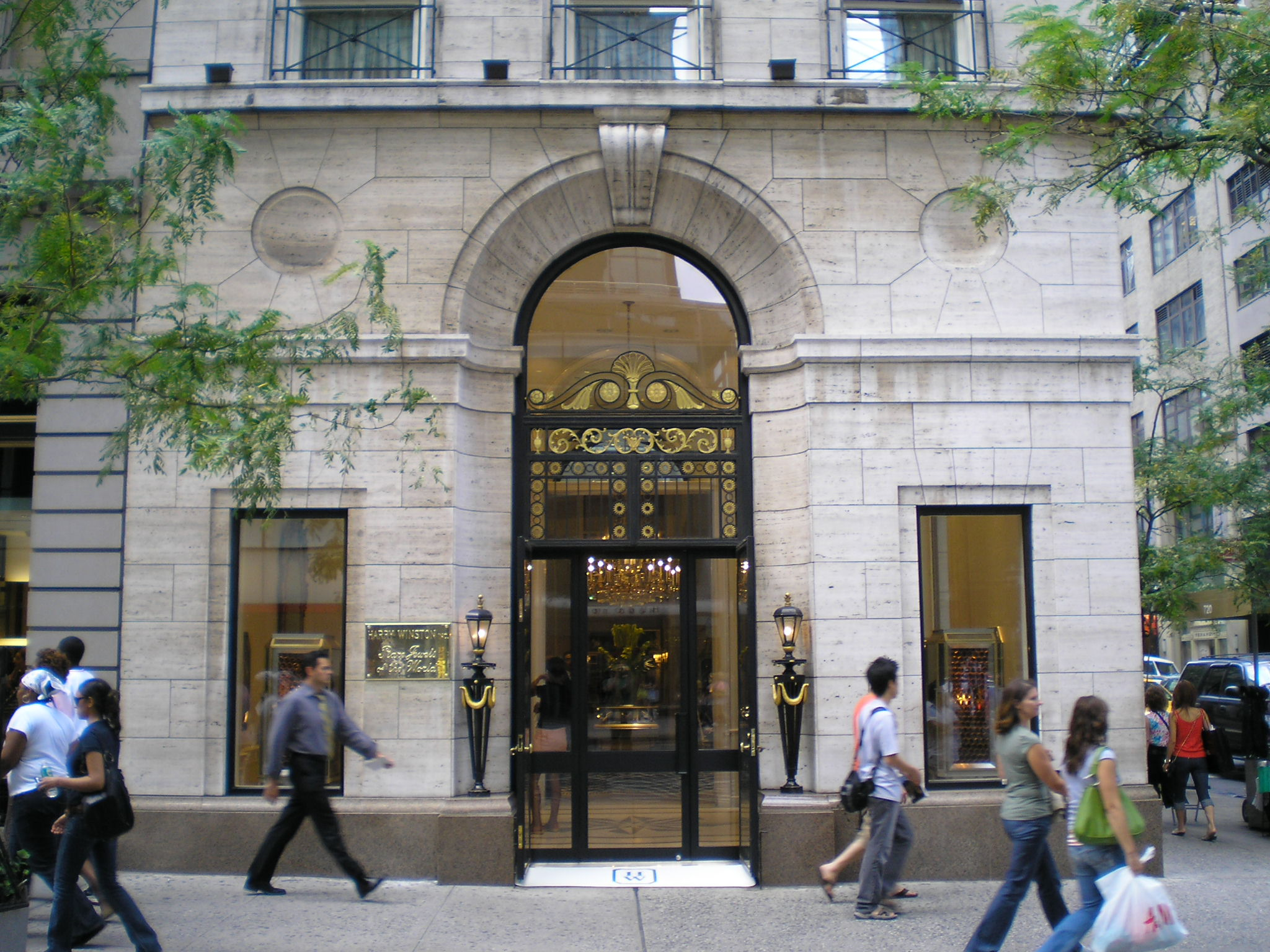
La façade de la boutique Harry Winston, 5e avenue, New York.

Aux États-Unis beaucoup plus qu'en France, la marque Harry Winston est devenue une expression courante pour désigner une ambiance de luxe et d'argent. Au point que le pouvoir évocateur de ce nom est souvent utilisé dans des œuvres de fiction.
En 1953, dans le film Les hommes préfèrent les blondes, (Gentlemen Prefer Blondes), la chanson « Diamonds are a Girl's Best Friend » chantée par Marilyn Monroe, inclut la phrase suivante : « Talk to me, Harry Winston, tell me all about it ».
La romancière américaine Lauren Weisberger a publié en 2008 Chasing Harry Winston (en français : « À la poursuite de Harry Winston »), roman consacré au luxe, dans l'intrigue duquel la célèbre maison de joaillerie ne tient pourtant qu'une place mineure. Le nom du joaillier étant moins familier au public français, l'allusion n'a pas été conservée dans le titre français.

## Diamants importants
Nombre de diamants historiques sont passés entre les mains de Harry Winston. Il en a offert deux à la Smithsonian Institution de Washington : le Hope et l'Oppenheimer. Outre ces deux pièces, on peut citer parmi les plus connues :
- L'Anastasia
- L'Arcots
- L'Ashoka
- Le Blue Heart
- La Briolette des Indes
- Le Comtesse Széchényi
- Le Cornflower Blue
- La Couronne de Charlemagne
- Le Deal Sweetener
- Le Martian Pink
- Le Deepdene
- L'Étoile du Désert
- Le Graff pink
- L'Idol's Eye
- Les Indore Pears
- L'Isadora Diamond
- Le Jonker
- Le Lesotho
- Le Liberator
- Le Louis XIV
- Le Mabel Boll
- Le McLean
- Le Nassak
- Le Népal
- Le Niarchos
- Le Pohl
- Le Porter Rhodes
- Le Portuguese
- Le Qamar-I-Sultana
- Le Vargas